# Waverly Austin
Waverly Samuel Austin (* 18. Februar 1991 in Fredericksburg, Virginia) ist ein US-amerikanisch-deutscher Basketballspieler. Austin wurde nach dem Studium in seinem Geburtsland Berufsbasketballspieler in Deutschland, dem Lande seiner Vorfahren mütterlicherseits. Nach einer Spielzeit beim Zweitligisten USC Heidelberg spielte Austin bis 2017 in der Basketball-Bundesliga bei den Eisbären Bremerhaven.

## Karriere
Austin wechselte nach dem Schulabschluss an der Progressive Christian Academy in Temple Hills (Maryland) entlang der US-amerikanischen Ostküste zum Studium an das Palm Beach State College in Lake Worth in Florida. An dem Junior College spielte er zwei Jahre für die Hochschulmannschaft Panthers in der National Junior Collegiate Athletic Association (NJCAA). Hier konnte er sich nicht nur für ein weiterführendes Studium qualifizieren, sondern erreichte als Basketballspieler mit einem durchschnittlichen Double-double bei Punkten und Rebounds pro Partie die Auszeichnung als „Spieler des Jahres“ seiner NJCAA-Conference. Dies war dann die Empfehlung für ein Sportstipendium an der University of Oregon an der Westküste in Eugene (Oregon), wo er für die Hochschulmannschaft Ducks in der Pacific-12 Conference (Pac-12) der NCAA spielte. Etwas überraschend konnten die Ducks von Trainer Dana Altman das Pac-12-Tournament 2013 im Finale gegen die UCLA Bruins gewinnen, obwohl bis auf E. J. Singler kein Spieler für eine Auswahl der besten Spieler der Conference berücksichtigt wurde. Im landesweiten NCAA-Endrundenturnier scheiterten die Ducks in der Achtelfinalrunde Sweet Sixteen am späteren Titelgewinner Cardinals der University of Louisville. Obwohl verschiedene Mannschaftskameraden nach der Saison wegen des Endes ihrer Studienzeit ausschieden, konnte Austin anschließend Trainer Altman mit seinen Leistungen nicht davon überzeugen, ihm mehr Spielzeit zu geben, so dass Austin in seinem Abschlussjahr als Senior eher dürftige Statistiken aufwies. Mit dem bereits an der UNLV graduierten Mike Moser statt des ausgeschiedenen E. J. Singler verpassten die Ducks in jener Saison eine weitere Überraschung im Conference-Halbfinale gegen den späteren Titelgewinner UCLA Bruins, für den Moser zu Beginn seiner Studienzeit gespielt hatte. Auch im landesweiten Endrundenturnier verlor man diesmal bereits in der zweiten Runde gegen die Badgers der University of Wisconsin, obwohl man in diesem Spiel lange Zeit in Führung gelegen hatte.
Obwohl seine individuellen Leistungen und Erfolge bei den Ducks letztlich nicht überzeugend waren, versuchte sich Austin nach dem Studienende 2014 als professioneller Spieler und unterschrieb, angesichts der Beschränkungen für den Einsatz ausländischer Spieler begünstigt durch die vererbte deutsche Staatsangehörigkeit seiner Mutter, einen Vertrag beim deutschen Altmeister USC Heidelberg in der zweiten Liga ProA. Die Kurpfälzer erreichten in der ProA 2014/15 auf dem sechsten Platz erstmals die Play-offs um den Aufstieg, die sie zuvor dreimal in Folge nur äußerst knapp jeweils um einen Sieg verpasst hatten. Im Duell der Altmeister verlor man in der ersten Play-off-Runde klar gegen die Gießen 46ers, die anschließend die Play-offs gewannen und in die höchste Spielklasse zurückkehrten. Auch Waverly Austin, der für den USC gut elf Punkte und sechs Rebounds pro Spiel erzielte, erreichte schließlich durch Vereinswechsel den Aufstieg in die höchste Spielklasse. Zur Bundesliga-Saison 2015/16 nahmen ihn die Eisbären aus Bremerhaven unter Vertrag. Im Juli 2016 wurde sein Vertrag bis zum Ende der Spielzeit 2016/17 erweitert.
Im Spieljahr 2017/18 lief Austin zunächst für den tschechischen Erstligaverein CEZ Nymburk auf, im November 2017 wechselte er zum französischen Zweitligisten Nantes Basket. Im Sommer 2018 schloss er sich dem litauischen Erstligisten Dzukija Alytus an. Im Dezember 2018 wechselte Austin aus Litauen zum iranischen Klub Chemidor Teheran. Zur Saison 2020/21 schloss er sich im selben Land der Mannschaft Shahrdari Qazvin an.
Austin setzte seine Laufbahn bei Caen Basket Calvados in der dritten Liga Frankreichs fort. Im Dezember 2021 trennte er sich nach 15 Einsätzen von der Mannschaft und wurde vom deutschen Zweitligisten Wiha Panthers Schwenningen verpflichtet. Er erreichte bis zum Ende der Saison 2021/22 für Schwenningen Mittelwerte von 15,9 Punkten und 9,7 Rebounds je Spiel. Im Sommer 2022 spielte Austin in der Dominikanischen Republik, ging dann zur venezolanischen Mannschaft Cocodrilos de Caracas und kehrte in die Dominikanische Republik (Club Mauricio Báez) zurück.
Im Dezember 2022 gab er seinen Einstand beim Verein Al Sadd in Katar. Er spielte bis Ende Mai 2023 für Al Sadd, ging dann zum Club Bameso in die Dominikanische Republik. 2023/24 stand Austin in Diensten von Al Arabi Doha in Katar. Im Oktober 2024 wechselte er zu den BCH Knights nach Ulaanbaatar in die Mongolei.